# St. Augustine (Florida)
St. Augustine je město v okrese St. Johns County ve státě Florida ve Spojených státech amerických. Město patří mezi nejstarší města na americkém kontinentu, která založili Evropané a jde o vůbec nejstarší trvale osídlené město na severoamerickém kontinentě. Bylo založeno Španěly  v roce 1565, pod jménem San Augustín.
K roku 2011 zde žilo 13 336 obyvatel. S celkovou rozlohou 33 km² byla hustota zalidnění 531,4 obyvatel na km².

## Externí odkazy

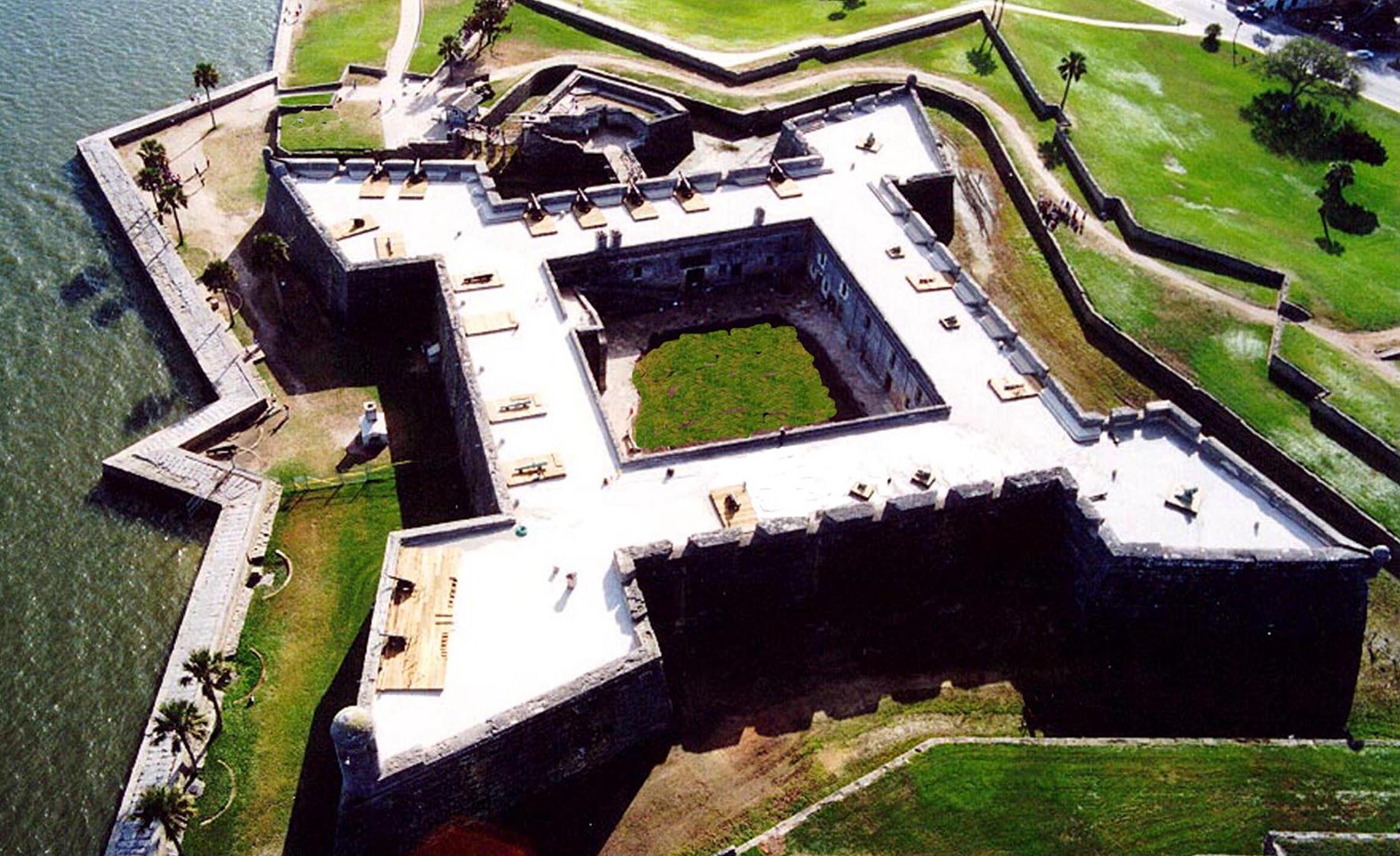
španělská pevnost Castillo de San Marcos

## Partnerská města
- Avilés, Španělsko